# 目で聴くテレビ
目で聴くテレビ（めできくテレビ）は、聴覚障害者のために、手話や字幕で伝える番組。
認定特定非営利活動法人障害者放送通信機構（旧 CS障害者放送統一機構）が制作を行っている。

## 概要
番組を視聴するためには特約店（代理店）から販売される通信衛星の専用チューナー「アイ・ドラゴンⅢ」（聴覚障害者情報受信装置として、CSアンテナ、緊急警報装置とセットで身体障害者日常生活用具に指定されたもの）とアンテナが必要で、「目で聴くテレビ」の番組はもちろん、一般放送を視聴するための字幕スーパーを受信するためのデコーダーも付いている。また地上波各局の文字放送や災害時の緊急情報を受信できる機能が備わっている。（アイ・ドラゴンIIIには地上デジタルチューナーが内蔵されており、従来のアナログテレビであっても地上デジタル放送を視聴する事が可能）衛星はSUPERBIRD C2を使用していた。2018年3月で衛星による放送を終了し、2017年秋からは専用のセットトップボックス「アイ・ドラゴン4」とインターネット回線を使用したIPTVに移行。
また一部のケーブルテレビ局と、地上波のテレビ神奈川・京都放送・サンテレビの各テレビ局からはこの番組のダイジェスト編集したものを毎週放送している（かつてはテレビ埼玉、三重テレビ放送でも放送していた）。

## 地上波による放送時間
- テレビ神奈川 - 毎週月曜 9:00 - 9:30
- 京都放送 - 毎週土曜 8:00 - 8:30（再放送：毎週火曜 8:00 - 8:29）
- サンテレビ - 毎週火曜 8:00 - 8:30